# Jun Sonoda
Jun Sonoda (薗田 淳 Sonoda Jun?), född 23 januari 1989 i Shizuoka prefektur, är en japansk fotbollsspelare.
Sonoda började sin karriär 2007 i Kawasaki Frontale. Efter Kawasaki Frontale spelade han för FC Machida Zelvia, Consadole Sapporo, Roasso Kumamoto, Fujieda MYFC och Blaublitz Akita.